# Mary Onyali
Mary Onyali (Nigeria, 3 de febrero de 1968) es una atleta nigeriana retirada, especializada en la prueba de 200 m en la que llegó a ser medallista de bronce olímpica en 1996.

## Carrera deportiva
En los JJ. OO. de Atlanta 1996 ganó la medalla de bronce en los 200 metros, con un tiempo de 22.38 segundos, llegando a meta tras la francesa Marie-José Pérec (oro) y la jamaicana Merlene Ottey (plata).